# Liste der Bodendenkmäler in Theilenhofen
Auf dieser Seite sind die Bodendenkmäler in der mittelfränkischen Gemeinde Theilenhofen zusammengestellt. Diese Tabelle ist eine Teilliste der Liste der Bodendenkmäler in Bayern. Grundlage ist die Bayerische Denkmalliste, die auf Basis des Bayerischen Denkmalschutzgesetzes vom 1. Oktober 1973 erstmals erstellt wurde und seither durch das Bayerische Landesamt für Denkmalpflege geführt wird. Die folgenden Angaben ersetzen nicht die rechtsverbindliche Auskunft der Denkmalschutzbehörde.

## Bodendenkmäler in Theilenhofen
| Lage                    | Objekt | Akten-Nr.     | Bild |
| ----------------------- | --- | ------------- | ---- |
| Theilenhofen (Standort) | Wachtposten WP 14/17 des raetischen Limes. | D-5-6831-0102 |      |
| Theilenhofen (Standort) | Teilabschnitt des raetischen Limes. | D-5-6831-0111 |      |
| Theilenhofen (Standort) | Wachtposten WP 14/16 des raetischen Limes. | D-5-6831-0112 |      |
| Dittenheim (Standort)   | Begräbnisplatz mit Grabhügeln mit Bestattungen der Hallstattzeit und der römischen Kaiserzeit. | D-5-6930-0055 |      |
| Dittenheim (Standort)   | Begräbnisplatz vorgeschichtlicher Zeitstellung mit Bestattungen in Grabhügeln, außerdem Straßenabschnitt, Furt, Brücke sowie Siedlung der römischen Kaiserzeit und des frühen Mittelalters.                              | D-5-6930-0090 |      |
| Theilenhofen (Standort) | Bestattungsplatz vorgeschichtlicher Zeitstellung mit Grabhügeln. | D-5-6930-0151 |      |
| Theilenhofen (Standort) | Bestattungsplatz vorgeschichtlicher Zeitstellung mit Grabhügeln. | D-5-6930-0152 |      |
| Theilenhofen (Standort) | Begräbnisplatz vorgeschichtlicher Zeitstellung mit Bestattungen der Bronze- und Hallstattzeit in Grabhügeln. | D-5-6930-0155 |      |
| Theilenhofen (Standort) | Siedlung des Neolithikums. | D-5-6930-0157 |      |
| Theilenhofen (Standort) | Siedlung des Neolithikums. | D-5-6930-0158 |      |
| Theilenhofen (Standort) | Bestattungsplatz vorgeschichtlicher Zeitstellung mit Grabhügeln. | D-5-6930-0161 |      |
| Theilenhofen (Standort) | Begräbnisplatz mit Bestattungen der Hallstattzeit in Grabhügeln. | D-5-6930-0162 |      |
| Theilenhofen (Standort) | Teilstück der Römerstraße Gnotzheim-Theilenhofen. | D-5-6930-0163 |      |
| Theilenhofen (Standort) | Siedlung vor- und frühgeschichtlicher Zeitstellung. | D-5-6930-0164 |      |
| Theilenhofen (Standort) | Untertägige mittelalterliche und frühneuzeitliche Befunde im Bereich der Evang.-Luth. Pfarrkirche St. Georg in Dornhausen.                                                                                               | D-5-6930-0272 |      |
| Theilenhofen (Standort) | Bestattungsplatz des frühen Mittelalters in Körpergräbern, untertägige Bausubstanz der am beginnenden Spätmittelalter abgegangenen Burg sowie der Evang.-Luth. Pfarrkirche St. Bartholomäus in Gundelsheim.              | D-5-6930-0274 |      |
| Theilenhofen (Standort) | Untertägige spätmittelalterliche und frühneuzeitliche Befunde im Bereich der Evang.- Luth. Filialkirche St. Michael und ihres Vorgängerbaus in Wachstein.                                                                | D-5-6930-0276 |      |
| Theilenhofen (Standort) | Siedlung oder Bestattungsplatz der Hallstattzeit. | D-5-6930-0285 |      |
| Theilenhofen (Standort) | Station des Mesolithikums, Siedlung des Neolithikums, der Bronze- und der Latènezeit. | D-5-6930-0286 |      |
| Theilenhofen (Standort) | Siedlung der römischen Kaiserzeit. | D-5-6931-0156 |      |
| Theilenhofen (Standort) | Siedlung der Urnenfelderzeit und der Latènezeit, vicus der römischen Kaiserzeit mit freigelegter und konservierter Thermenanlage sowie Siedlung der Völkerwanderungszeit.                                                | D-5-6931-0159 |      |
| Theilenhofen (Standort) | Siedlung des Mittelneolithikums und der Urnenfelderzeit. | D-5-6931-0162 |      |
| Theilenhofen (Standort) | Siedlung des Neolithikums sowie der Hallstatt-, der späten Latène- und der römischen Kaiserzeit. | D-5-6931-0164 |      |
| Theilenhofen (Standort) | Wüstung des Mittelalters und der Neuzeit. | D-5-6931-0165 |      |
| Theilenhofen (Standort) | Straße der römischen Kaiserzeit (Theilenhofen-Gnotzheim). | D-5-6931-0166 |      |
| Theilenhofen (Standort) | Straße der römischen Kaiserzeit (Theilenhofen-Weißenburg). | D-5-6931-0167 |      |
| Theilenhofen (Standort) | Bestattungsplatz vorgeschichtlicher Zeitstellung mit Grabhügel. | D-5-6931-0169 |      |
| Theilenhofen (Standort) | Siedlung des Neolithikums. | D-5-6931-0170 |      |
| Theilenhofen (Standort) | Kultplatz der römischen Kaiserzeit. | D-5-6931-0176 |      |
| Theilenhofen (Standort) | Siedlung vor- und frühgeschichtlicher Zeitstellung. | D-5-6931-0177 |      |
| Theilenhofen (Standort) | Siedlung vor- und frühgeschichtlicher Zeitstellung. | D-5-6931-0328 |      |
| Theilenhofen (Standort) | Siedlung vorgeschichtlicher Zeitstellung. | D-5-6931-0482 |      |
| Theilenhofen (Standort) | Archäologische Befunde im Bereich der spätmittelalterlichen und frühneuzeitlichen Evang.-Luth. Pfarrkirche St. Agatha in Theilenhofen, ihrer Vorgängerbauten einschließlich umfriedetem Kirchhof mit Körperbestattungen. | D-5-6931-0483 |      |
| Theilenhofen (Standort) | Kastell der römischen Kaiserzeit in Steinbauweise. | D-5-6931-0492 |      |
| Theilenhofen (Standort) | Kastell der römischen Kaiserzeit in Holzbauweise. | D-5-6931-0493 |      |